# Dendrotriton
Dendrotriton is een geslacht van salamanders uit de familie longloze salamanders (Plethodontidae). De groep werd voor het eerst wetenschappelijk beschreven door David Burton Wake en Paul Elias in 1983.
Er zijn acht soorten die voorkomen in Noord- en Midden-Amerika: van Mexico tot Honduras.

## Taxonomie
Geslacht Dendrotriton
- Soort Dendrotriton bromeliacius
- Soort Dendrotriton chujorum
- Soort Dendrotriton cuchumatanus
- Soort Dendrotriton kekchiorum
- Soort Dendrotriton megarhinus
- Soort Dendrotriton rabbi
- Soort Dendrotriton sanctibarbarus
- Soort Dendrotriton xolocalcae